# Symphonie fantastique

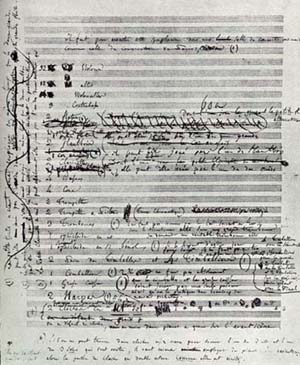
Erste Seite des Original-Manuskripts

Die Fantastische Symphonie op. 14, im Original Épisode de la vie d’un artiste, symphonie fantastique en cinq parties (Episode aus dem Leben eines Künstlers, fantastische Sinfonie in fünf Teilen), ist ein programmatisches musikalisches Werk von Hector Berlioz. Mit diesem Werk begründete Berlioz die Programmmusik und schuf eines der bedeutendsten Stücke der romantischen Musik überhaupt. Das Zar Nikolaus I. von Russland gewidmete Werk wurde am 5. Dezember 1830 unter der Leitung von François-Antoine Habeneck im Pariser Konservatorium uraufgeführt. Als Weiterführung der Symphonie fantastique kann das in Italien geschriebene Lélio ou Le retour à la vie (op. 14b), ein „Monodrame lyrique“ (1831–1832/1855) gesehen werden.
Mit der 1830 entstandenen Symphonie fantastique betrat Berlioz Neuland, obwohl er an Beethovens 6. Sinfonie (1808) anknüpfte. Auch beinhaltet das Stück einige (zu dieser Zeit) völlig neuartige Instrumentationstechniken (wie das weitgefächerte Divisi-Spiel der Streicher) und eine daraus resultierende neuartig-innovative Ausnutzung des klassischen Orchesterkorpus. Berlioz bezeichnete sein Werk zudem ausdrücklich als drame musical („musikalisches Drama“) und gliedert es folgerichtig in fünf Sätze analog zu den fünf Akten des klassischen Dramas. Das Leitmotiv (idée fixe), das Motiv der „Geliebten“, wird in den Sätzen, die einzelnen Szenen zugeordnet sind, verarbeitet.

## Sätze und Programm
1. Träumereien, Leidenschaften (Rêveries, Passions), Largo (c-Moll, 4/4-Takt) – Allegro agitato e appassionato assai (C-Dur, 2/2-Takt); Dauer: ca. 15 min
Ein junger Musiker begegnet einer Frau, die vollkommen seinem Ideal entspricht. In der Seele des Künstlers erscheint sie immer in Verbindung mit einem musikalischen Gedanken (das Leitmotiv, idée fixe). Zu Beginn verzehrt sich der Verliebte nach seiner Geliebten (langsame Einleitung, thematisch selbständig). Im Allegro-Teil wird dann die Geliebte strahlend eingeführt (monothematische Sonatensatzform). Verschiedene Stimmungen der Verliebtheit werden durchlebt.
2. 2. Satz (Auszug), Aufnahme des HR-Sinfonieorchesters unter Hugh Wolff von 2000Ein Ball (Un Bal), Allegro non troppo, (A-Dur, 3/8-Takt); Dauer: ca. 6 min
Der Verliebte findet die Frau auf einem Ball wieder. In der Musik wird die idée fixe in einen Walzer eingebettet. Zunächst freut er sich über das Wiedersehen, bald aber merkt er, dass die Geliebte ihn nicht zu beachten scheint. Die fulminante Tanzmusik jedoch fährt ungetrübt fort.
3. Szene auf dem Lande (Scène aux champs), Adagio (F-Dur, 6/8-Takt); Dauer: ca. 16 min
Der Satz beginnt mit einem Dialog zwischen dem Englischhorn und der Oboe als zwei Hirten, die sich unterhalten. Der verliebte Musiker hat sich aufs Land zurückgezogen, wo seine Seele etwas zur Ruhe kommt. Dann wird jäh unterbrochen für die idée fixe, die Geliebte tritt wieder auf. Der Verliebte bekommt schmerzliche Zweifel, ob sie ihm treu sei. Einer der Schäfer nimmt die Anfangsmelodie wieder auf, der andere antwortet nicht mehr. Sonnenuntergang, warnendes Grollen des Donners (dargestellt durch die Cluster-Akkorde von vier Pauken), Einsamkeit, Stille.
4. Der Gang zum Richtplatz (Marche au supplice), Allegretto non troppo (g-Moll, 2/2-Takt); Dauer: ca. 7 min
Nachdem er die Gewissheit erlangt hat, dass seine Liebe verschmäht wird, nimmt er Opium und versinkt in einen tiefen todesähnlichen Schlaf. Ihm träumt, er habe seine Geliebte ermordet, er sei zum Tode verdammt und werde zum Richtplatz geführt. Ein bald düsterer und wilder, dann wieder brillanter und feierlicher Marsch begleitet den Zug. Die idée fixe wird erst kurz vor der Exekution durch das Fallbeil zitiert.
5. Hexensabbat (Songe d’une nuit du Sabbat), Larghetto (c-Moll, 4/4-Takt) – Allegro (Es-Dur, später C-Dur, 6/8-Takt); Dauer: ca. 10 min
5. Satz, Aufnahme einer Transkription für Blasorchester der United States Navy Band Der Verliebte findet sich auf einem Hexensabbat wieder, gellendes Gelächter ist deutlich zu hören. Auf einmal wird die idée fixe mehrmals in einer sehr verzerrten, gemeinen Variation wiedergegeben, zunächst von der schrillen Es-Klarinette, dann stimmt das Orchester mit ein: Die einstige Geliebte tritt als Hexe auf und wird von den anderen Hexen freudig begrüßt. Danach läuten die Totenglocken und leiten eine Parodie des Dies irae, des Jüngsten Gerichts aus der katholischen Totenmesse, ein. Schließlich mischen sich beide Melodien zu einer höllischen Orgie.

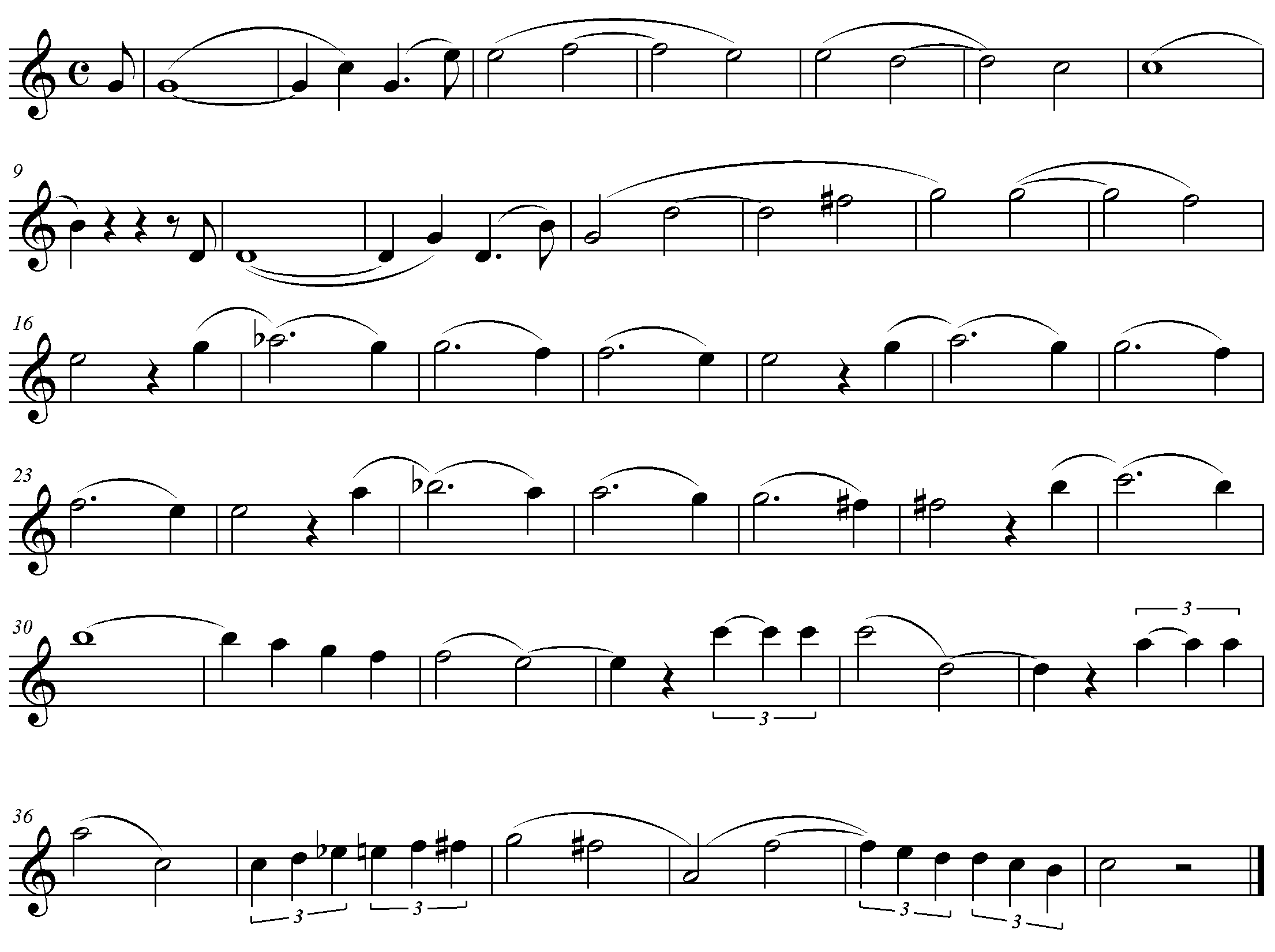
Melodie der idée fixe

Die Verwendung der idée fixe, die vorher schon Carl Maria von Weber in seinen Opern praktizierte, hatte großen Einfluss auf die Musik der Romantik, insbesondere auf Franz Liszt und Richard Wagner. Franz Liszt stellte eine Klaviertranskription des Werkes her.

## Entstehung
Am 11. September 1827 hatte Berlioz eine Aufführung von William Shakespeares Hamlet besucht und sich in die Darstellerin der Ophelia, die irische Schauspielerin Harriet Smithson, verliebt. Er schickte ihr unzählige Liebesbriefe, die sie alle nicht beantwortete. Als sie Paris verließ, hatte sie immer noch nicht reagiert. Stattdessen schrieb er sich seinen „Liebeskummer“ durch die „Symphonie fantastique“ von der Seele. Die Uraufführung der Sinfonie fand in Paris am 5. Dezember 1830 statt. Sie hörte das Werk zwei Jahre später und erkannte endlich das Genie des Komponisten. Die zwei trafen sich und heirateten am 3. Oktober 1833. Ihre Ehe wurde jedoch zunehmend problematisch, und schließlich trennten sie sich nach mehreren unglücklichen Ehejahren.

## Instrumentation
Neu war die Dramatik, die durch erweiterte Orchestrierung verstärkt wurde. Die Orchesterbesetzung des Werkes sieht wie folgt aus:
- 2 Flöten (2. auch Piccoloflöte)
- 2 Oboen (2. auch Englischhorn)
- 2 Klarinetten in C, A, B und Es
- 4 Fagotte
- 4 Hörner in C, Es, E, F und B tief
- 2 Kornette in A und B
- 2 Trompeten in B und C
- 3 Posaunen
- 1 Ophikleide, 1 Serpent kommt im V. Satz hinzu[3] (in einigen späteren Ausgaben 2 Tuben)
- 2 Harfen
- Pauken (bis zu 4 Spieler erforderlich)
- Große Trommel, Becken, Kleine Trommel, 2 Glocken in C und G
- Streicher in gewöhnlicher Besetzung (1. und 2. Violinen, Bratschen, Violoncelli, Kontrabässe), 1. und 2. Violinen jedoch teilweise jeweils dreifach geteilt, Bratschen, Violoncelli und Kontrabässe jeweils zweifach

Die teilweise äußerst weitgefächerte Teilung bzw. das Divisi-Spiel der Streicher war zur Zeit der Komposition völlig neuartig und erinnert eher an weitaus spätere Klanganleihen von Richard Strauss oder Erich Wolfgang Korngold. Harfen und Piccoloflöte gehörten ebenfalls nicht zu einer üblichen Orchesteraufstellung dieser Zeit. Ebenso fallen die großbesetzten Fagotte und Pauken auf. Zudem stechen auch die Kornette ins Auge, welche in symphonischer Literatur auch heute eher selten zum Einsatz kommen und eher in der Blasmusik beheimatet sind.

## Diskografie (Auswahl)
- Boston Symphony Orchestra, Charles Münch, RCA (1956)
- Philharmonic-Symphony Orchestra of New York, Dimitri Mitropoulos, Columbia (1957)
- Philharmonia Orchestra, André Cluytens, EMI (1958)
- Wiener Philharmoniker, Pierre Monteux, Decca (1958)
- Orchestre national de la RTF, Thomas Beecham, EMI (1959)
- Detroit Symphony Orchestra, Paul Paray, Mercury (1959)
- Lamoureux-Orchester, Igor Markevitch, Deutsche Grammophon (1961)
- London Symphony Orchestra, Colin Davis, Philips (1964)
- Orchestre de Paris, Charles Munch, EMI (1967)
- Concertgebouw-Orchester Amsterdam, Colin Davis, Philips (1974)
- Wiener Philharmoniker, Colin Davis, Philips (1991)
- Orchestre Révolutionnaire et Romantique, John Eliot Gardiner, Philips (1993)
- Chicago Symphony Orchestra, Daniel Barenboim, Teldec (1996)
- Berliner Philharmoniker, Simon Rattle, Warner Classics (2008)
- Anima Eterna Brugge, Jos van Immerseel, ZigZag Territoires (2009)